# Court Suzanne Lenglen
Il Court Suzanne Lenglen è il secondo campo principale del Stade Roland Garros, dove si svolge annualmente l'Open di Francia.

## Storia
Il Court Suzanne Lenglen venne inaugurato nel 1994 e ad oggi ha una capienza di 9.959 persone. Originariamente chiamato "Court A", nel 1997 venne intitolato alla memoria della leggendaria campionessa francese vincitrice di venticinque titoli dello slam tra singolare, doppio e doppio misto, La Divine (la divina), capace di conquistare anche due ori olimpici ai Giochi di Anversa nel 1920. Sopra l'entrata est del campo è posizionata un bassorilievo in bronzo della tennista, creata dallo scultore italiano Vito Tongiani e, come accade per Chatrier per il torneo maschile, il trofeo assegnato ogni anno alla vincitrice del torneo femminile è stato rinominato "Le Coupe Suzanne Lenglen".
Il campo ha un sistema di irrigazione sotterraneo, il primo de suo genere, per controllare l'umidità del terreno anche sotto la superficie. Nel 1994 il passeggio che congiunge lo Chatrier e il Lenglen è stato rinominato "Allée Marcel Bernard", in onore al tennista francese degli anni 40 deceduto lo stesso anno.
Tra il 2021 e il 2024 l'impianto è stato ristrutturato e dotato di un tetto in tela retrattile progettato dall'architetto Dominique Perrault. Tra il 27 luglio e il 3 agosto 2024 ha ospitato alcune partite dei tornei di tennis dei Giochi della XXXIII Olimpiade, mentre tra il 30 agosto e il 6 settembre sarà la sede di alcune partite di tennis in carrozzina dei XVII Giochi paralimpici estivi.